# Franz Xaver von Breuner

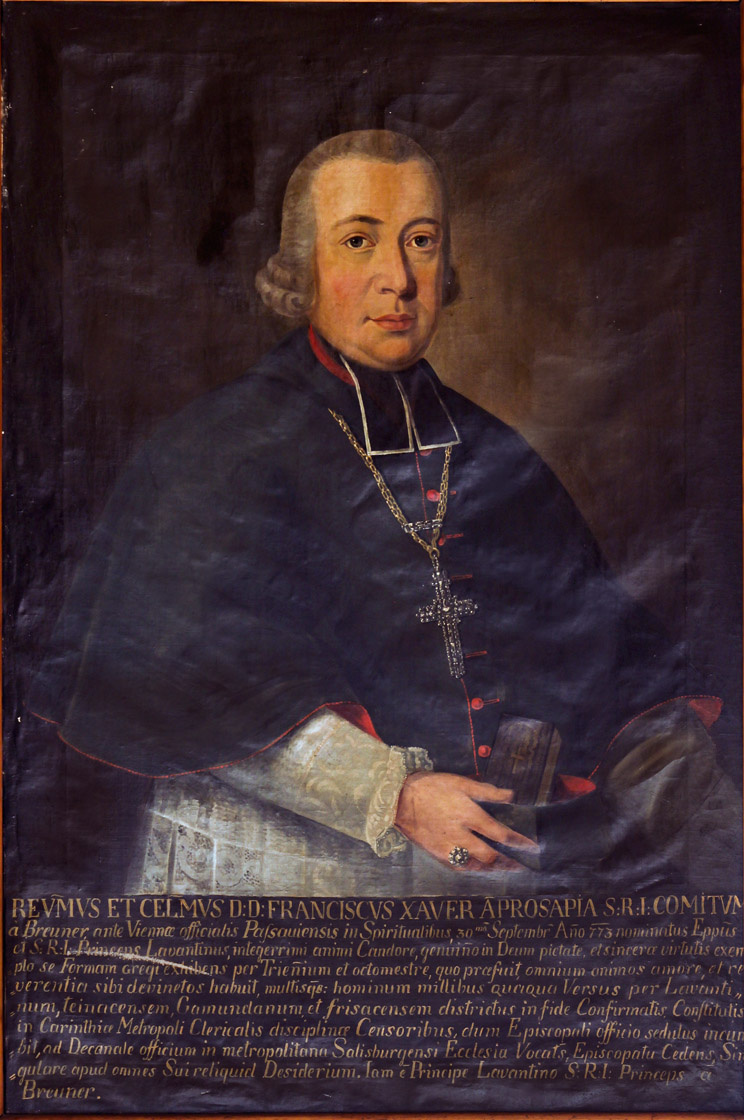
Fürstbischof Franz Xaver von Breuner (Ölgemälde zw. 1773 und 1777)

Franz Xaver von Breuner (auch Franz de Paula Xaver Ludwig Jakob Reichsgraf von Breuner; * 21. Mai 1723 in Graz; † 1. März 1797 in Salzburg) war 1773–1777 Fürstbischof von Lavant und 1786–1797 Fürstbischof von Chiemsee.

## Leben

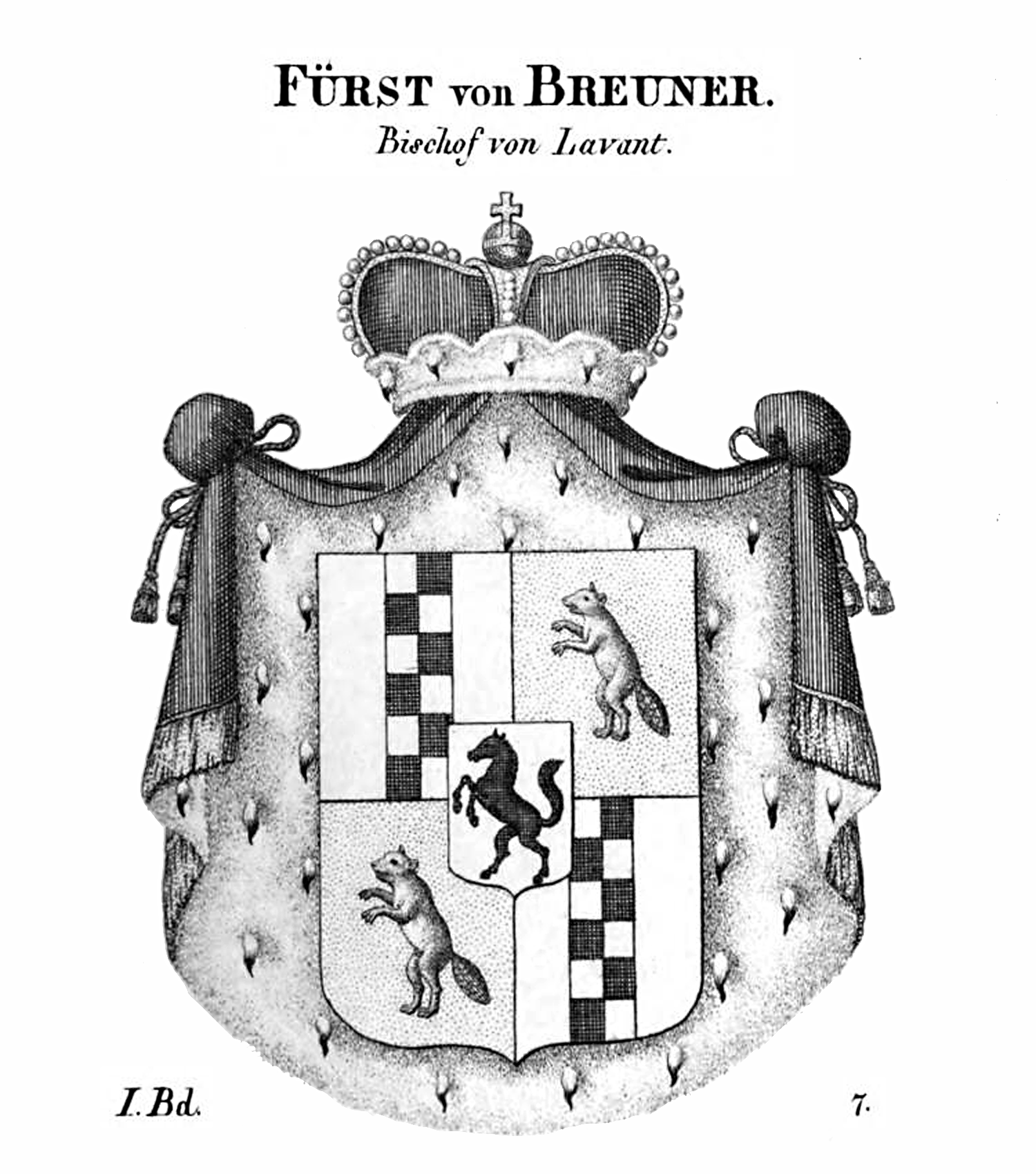
Wappen des Franz Xaver von Breuner

Franz Xaver entstammte der steirischen Linie des österreichischen Adelsgeschlechts Breuner. Sein Vater Karl Adam Anton von Breuner war Geheimer Rat, Landeshauptmann der Steiermark, Oberster Justizpräsident und Oberster Erblandkämmerer in der Grafschaft Görz. Er war in zweiter Ehe mit Maria Josepha Gräfin von Starhemberg, der Mutter Franz Xavers, verheiratet. Franz Xavers Bruder Anton Ernst Franz von Breuner schlug ebenfalls die geistliche Laufbahn ein und war Generalvikar für den Passauer Diözesananteil des Landes ob der Enns.
1738 wurde Franz Xaver Domizellar in Augsburg. 1743 folgte die Aufnahme in das Regensburger, 1746 in das Salzburger und 1756 in das Passauer Domkapitel. Bereits am 27. Dezember 1754 empfing er in Salzburg die Priesterweihe. 1766 gab er die Regensburger Pfründe auf und 1768–1773 war er Passauer Offizial für das Land unter der Enns.
Nach dem Rücktritt des Lavanter Bischofs Peter Michael Vigil von Thun und Hohenstein ernannte der Salzburger Erzbischof Hieronymus von Colloredo am 30. September 1773 seinen Vetter Franz Xaver von Breuner zu dessen Nachfolger. Die Bestätigung erfolgte am 21. Dezember 1773, die Bischofsweihe am 9. Januar 1774 durch Erzbischof Colloredo; Mitkonsekratoren waren Joseph von Spaur, Bischof von Seckau, und Ernest Johann Nepomuk von Herberstein (Herbstein), Weihbischof in Freising. Bereits 1773 erhielt er die Propstei St. Moritz in Friesach sowie den Titel eines erzbischöflich-salzburgischen Geheimen Rats verliehen. Mit päpstlicher Genehmigung durfte er seine Kanonikate beibehalten; der Erzbischof ernannte ihn zum Generalvikar für den Kärntner Anteil der Erzdiözese Salzburg.
Nachdem er Ende 1776 zum Salzburger Domdekan gewählt worden war und ihm Erzbischof Colloredo den Titel eines Reichsfürsten ad personam vermittelt hatte, resignierte er am 1. Mai 1777 auf das Bistum Lavant. Im Streit zwischen Erzbischof Colloredo und dem Chiemseer Fürstbischof sowie dem Salzburger Domkapitel, bei dem die Steuerpolitik des Erzbischofs angegriffen wurde, stand Franz Xaver Breuner auf Seiten Colloredos. Deshalb wurde er nachfolgend von zwei Kapitelsitzungen ausgeschlossen. Nachdem ihm vorgeworfen wurde, er habe sich gegen die Interessen des Domkapitels gestellt, legte er 1781 das Amt des Domdekans nieder.
Am 15. Juni 1786 wurde Franz Xaver Breuner von Erzbischof Colloredo zum Nachfolger des verstorbenen Chiemseer Fürstbischofs Ferdinand Christoph von Waldburg-Zeil ernannt. Nach der Bestätigung vom 12. Oktober 1786 fand die Amtseinführung erst am 22. April 1787 statt und 1788 gab er seine Passauer Pfründe auf. Während seiner Amtszeit als Bischof von Chiemsee wurde Aurach Sitz eines Vikariates. 1788–1790 veranlasste er die Devastierung mehrerer Nebenkirchen in seinem Sprengel. Die von ihm 1792 angeordnete Visitation des Sprengels konnte nicht zu Ende geführt werden, da der Propst von Herrenchiemsee gestorben war. Das von seinem Vorgänger erworbene Schloss Emslieb verkaufte er 1796. Sein Leben und seine Erfüllung von Amtspflichten waren stark von dem mit ihm verwandten Erzbischof Colloredo geprägt. Nach seinem Tod wurde er im Salzburger Dom beigesetzt.